# Aphanocephalus perlucidus
Aphanocephalus perlucidus is een keversoort uit de familie Discolomatidae. De wetenschappelijke naam van de soort is voor het eerst geldig gepubliceerd in 1941 door John.